# Scopula kurilula
Scopula kurilula là một loài bướm đêm trong họ Geometridae.